# Allison Hayes
Allison Hayes (* 6. März 1930 in Charleston als Mary Jane Hayes; † 27. Februar 1977 in San Diego) war eine US-amerikanische Filmschauspielerin und Fotomodell.

## Karriere
Die Schönheitskönigin Allison Hayes trat 1949 bei den Wahlen zur Miss America an und wurde Anfang der 1950er Jahre für den Film entdeckt, 1950 war sie Botschafterin des Washington Cherry Blossom Festival. 1954 wurde sie von Universal Pictures unter Vertrag genommen. Sie debütierte 1954 in der Komödie Francis Joins the WACS. Während der Dreharbeiten zu Attila, der Hunnenkönig kam es zu einem Unfall, infolge dessen ihr Vertrag 1955 von Universal aufgelöst wurde. Im gleichen Jahr unterzeichnete sie einen Vertrag mit Columbia Pictures und wurde in dem Kriminalfilm Chicago Syndicate besetzt. Es folgten gleichermaßen Rollen in Komödien, Kriminal- und Gruselfilmen sowie Western, meist allerdings eher Filme der B-Kategorie. 1958 erhielt sie die Hauptrolle in dem Science-Fiction-Film Attack of the 50 Foot Woman, ihre wohl bekannteste Rolle. Vor allem das bekannte Filmplakat zählt heute zu den Hollywood-Klassikern der 1950er Jahre.
Neben ihrer Schauspielerei verfolgte sie eine Karriere als Pin-up-Model. Vor und während ihrer Filmkarriere wurde sie mit Titeln wie Miss District of Columbia, Miss Dixie, Queen of the Atlantic, Forget-Me-Not Girl und Miss 7-11 bedacht. 1958 posierte sie halbnackt für das Herrenmagazin Gent und in Unterwäsche für das Modeunternehmen Frederick’s of Hollywood.
Anfang der 1960er stockte ihre Filmkarriere und Hayes war nun vorrangig in Fernsehsendungen zu sehen. Nach den Dreharbeiten für den Elvis-Presley-Unterhaltungsfilm Cowboy-Melodie (1965) verschlechterte sich ihr Gesundheitszustand rapide. 1967 stand sie für die Fernsehsendung  Gomer Pyle, U.S.M.C. ein letztes Mal vor der Kamera.
Aufgrund von anhaltender Übelkeit, Schmerzen und körperlicher Schwäche war es der noch jungen Schauspielerin nicht mehr möglich Filmrollen zu übernehmen, die Symptome selber stellten die Ärzte lange Zeit vor ein Rätsel. Nach zahlreichen Krankenhausaufenthalten und schmerzvollen Therapien wurde erst 1976 Leukämie diagnostiziert. Allison Hayes starb 1977 nach langer Krankheit, eine Woche vor ihrem 47. Geburtstag, im University of California Medical Center in San Diego.

## Filmografie (Auswahl)

### Filme
- 1954: Attila, der Hunnenkönig (Sign of the Pagan)
- 1954: Francis Joins the WACS
- 1954: Drei Matrosen in Paris (So This Is Paris)
- 1955: Tempel der Versuchung (The Prodigal)
- 1955: Die purpurrote Maske (The Purple Mask)
- 1955: Double Jeopardy
- 1955: Die große Masche (Chicago Syndicate)
- 1955: Count Three and Pray
- 1956: Stahlharte Männer (The Steel Jungle)
- 1956: Sonntag sollst du sterben (Gunslinger)
- 1957: Zombies of Mora Tau
- 1957: Woodoo – Blutrausch des Dschungels (The Disembodied)
- 1958: Attack of the 50 Foot Woman
- 1958: Wolf Dog
- 1959: Gefahr in Havanna (Pier 5, Havana)
- 1960: Die 13 Opfer des Dr. Desmond (The Hypnotic Eye)
- 1963: Wer hat in meinem Bett geschlafen? (Who's Been Sleeping in My Bed?)
- 1965: Cowboy-Melodie (Tickle Me)

### Fernsehen
- 1955: Four Star Playhouse
- 1957: The Ford Television Theatre
- 1959: Tausend Meilen Staub (Rawhide)
- 1957–1960: Wilder Westen Arizona (Tombstone Territory, mehrere Episoden)
- 1958–1960: Bat Masterson (mehrere Episoden)
- 1960: Ein Fall für Michael Shayne
- 1960–1965: Perry Mason (mehrere Episoden)
- 1963–1964: General Hospital (mehrere Episoden)